# Alcis venustularia
Alcis venustularia är en fjärilsart som beskrevs av Walker 1866. Alcis venustularia ingår i släktet Alcis och familjen mätare. Inga underarter finns listade i Catalogue of Life.